# Konstantinos Dapontes
Kostantinos Dapontes (in greco Κωνσταντίνος Δαπόντες?; Skopelos, 1714 – Monte Athos, 1784) è stato uno scrittore greco.

## Biografia
Fattosi monaco con lo pseudonimo di Kaisarios (Καισάριος), scrisse numerose opere con un registro linguistico molto vicino alla lingua parlata comunemente dal popolo. Si ricordano l'autobiografia Kipos Chariton, il Kathreptis ghinekon (di carattere bibliografico) e il Dakikie efimerides, di carattere storiografico, inerente alla guerra austro-russo-turca.